# B.H. Liddell Hart
Sir Basil Henry Liddell Hart (født 31. oktober 1895, død 29. januar 1970) var, indtil han blev adlet, kendt som kaptajn B. H. Liddell Hart. Han var en engelsk militærhistoriker, som havde stor indflydelse på udviklingen i det 20. århundrede indenfor panserkrig og strategisk teori.

## Levned
Liddell Hart blev født i Paris som søn af en metodistpræst, gik i skole i St. Paul’s School i London og Corpus Christi Collage i Cambridge.
Ved 1. verdenskrigs udbrud i 1914 blev han officer i Kings Own Yorkshire Light Infantry regimentet, hvormed han kom i kamp på Vestfronten. Han blev udvalgt til Royal Tank Corps i 1916, men blev såret. Senere kom han til Army Educational Corps, hvor han udviklede Battle Drill systemet I 1917 og skrev efterkrigsmanualen for infanteritræning i 1920.
Han lod sig pensionere fra hæren som kaptajn i 1927, efter at have været på halv løn siden 1923 på grund af to hjerteanfald i 1921 og 1922, som formentlig var eftervirkninger af, at han var blevet gasset, og derefter brugte han sin tid på at skrive. Han var militær korrespondent for Daily Telegraph fra 1925-1935, og The Times, 1935-1939.
Senere begyndte han at udgive militærhistorie og biografier over store feltherrer, som, mente han, var store, fordi de illustrerede principperne bag god strategi. Blandt disse var Scipio Africanus , William Tecumseh Sherman, og T.E. Lawrence.
Nyligt offentliggjorde papirer fra den engelske efterretningstjeneste viser, at MI5 havde mistanke om, at planerne for D-dag var blev røbet, og at Liddell Hart havde kendt alle planens detaljer 3 måneder før D-dag. Han havde diskuteret planen og havde endog lavet en kritisk gennemgang Some Reflections on the Problems of Invading the Continent, som han lod cirkulere i politiske og militære kredse. Hans tidligere kritik af, hvorledes krigen blev udkæmpet, gav anledning til yderligere mistanker, endda om at han skulle have sympati for tyskerne. De fleste historikere tror dog på Liddell Hart, som hævdede, at han selv havde regnet planen ud. Winston Churchill krævede, at Liddell skulle arresteres, men MI5 placerede ham i stedet under overvågning og opsnappede hans breve og aflyttede hans telefon
Kort tid efter 2. verdenskrigs afslutning interviewede han mange af de højest rangerende tyske generaler og offentliggjorde deres beretninger som The Other Side of the Hill (britisk udgave) og German Generals Talk (forkortet amerikansk udgave). Senere lykkedes det Liddell Hart at få Rommel-familiens tilladelse til at gennemgå feltmarskallens efterladte papirer, og det kom der i 1953 bogen The Rommel Papers ud af.
Liddell Hart blev adlet i 1966.

## Teorier
Liddell Hart begyndte at udgive sine teorier i 1920-erne. Paradoksalt måtte Liddell Hart se teorier, som lignede hans egne, blive brugt imod Storbritannien og dets allierede i 2. verdenskrig i form af Blitzkrieg.
I årene efter 1. verdenskrig prøvede Liddell Hart at finde ud af, hvorfor tabene havde været så store. Han nåede frem til en række principper, som han betragtede som grundlaget for al god strategi. Principper, som han mente var blevet overset af næsten alle generalerne i 1. verdenskrig.
Han samlede denne række principper i et enkelt begreb: den indirekte indfaldsvinkel og 2 grundprincipper:
•	Direkte angreb mod en fjende i en velforberedt stilling lykkes sjældent og bør aldrig forsøges.
•	For at besejre en fjende må man først bringe ham ud af ligevægt, hvilket ikke opnås med hovedangrebet, men må opnås inden hovedangrebet kan lykkes.
Han skriver: I strategi er den længste vej ofte den korteste til målet. At følge den direkte vej udmatter angriberen og forstærker modstanden gennem kompression, mens den indirekte metode løsner forsvarerens greb ved at forstyrre hans balance.
Han hævdede også at: Den dybeste sandhed om krig er, at brugen af slag i reglen besluttes i hovederne på kommandørerne, ikke i kroppen på de menige.
Dette peger i retning af, at man får succes ved at holde fjenden i uvished om situation og ens hensigter, og ved at gøre det, han ikke venter og derfor ikke er forberedt på.
Liddell Hart forklarer, at man ikke skal anvende en fastlåst strategi, som kredser om kraftige, direkte angreb eller faste defensive positioner. I stedet foretrækker han et mere flydende, elastisk forsvar, hvor en mobil styrke kan flyttes omkring efter behov. Senere omtalte han Erwin Rommels kampagne i Nordafrika som et klassisk eksempel på hans teori.
Han nåede til sine konklusioner efter at have studeret de store strateger, især Sun Tzu, Napoleon, og Belisar (byzantinsk general) og deres sejre. Han mente, at den indirekte indfaldsvinkel var noget, som var fælles for disse mænd. Han hævdede også, at den indirekte indfaldsvinkel var en brugbar strategi i andre sammenhænge, såsom forretning, kærlighed, osv.
Liddell Harts’ personlige papirer og bogsamling danner i dag den centrale samling i the Liddell Hart Centre for Military Archives på King's College London.

## Udvalgte værker
- Scipio Africanus: Greater Than Napoleon (W Blackwood and Sons, London, 1926; Biblio and Tannen, New York, 1976)
- Great Captains Unveiled (W. Blackwood and Sons, London, 1927; Greenhill, London, 1989)
- Reputations 10 Years After (Little, Brown, Boston, 1928)
- The decisive wars of history (1929) (Dette er første del af den senere: Strategy: the indirect approach)
- The Real War (1914-1918) (1930), senere genudgivet som A History of the World War (1914-1918).
- Foch Man of Orleans I to bind (1931), Penguin Books, Harmondsworth, England.
- Sherman: Soldier, Realist, American (Dodd, Mead and Co, New York, 1929; Frederick A. Praeger, New York, 1960)
- The Ghost of Napoleon (Yale University, New Haven, 1934)
- The Defence of Britain (Faber and Faber, London, 1939; Greenwood, Westport, 1980)
- Strategy: the indirect approach, third revised edition and further enlarged London: Faber and Faber, reprint: Dehra Dun, India: Natraj Publishers, 2003
- The Tanks – A History of the Royal Tank Regiment and its Predecessors: Volumes I and II (Praeger, New York, 1959)
- The Memoirs of Captain Liddell Hart: Volumes I and II (Cassell, London, 1965)
- Why don't we learn from history? (Hawthorn Books, New York, 1971)
- History of the Second World War (Putnum, New York, 1971)
- "Foreword" i Samuel B. Griffith's Sun Tzu: the Art of War (Oxford University Press, London, 1963)